# Leon Antoine Bekaert
Leo Antone Charles Joseph (Leon Antoine) Bekaert (Zwevegem, 9 december 1891 – 19 december 1961) was een Belgische industrieel, burgemeester en invloedrijke personaliteit binnen de CVP.

## Biografie
Leon Antoine Bekaert was een telg uit het geslacht Bekaert en de zoon van Leo Leander Bekaert, stichter van het gelijknamig staalbedrijf. Hij liep school aan het Sint-Amandscollege in Kortrijk en het Collège Notre-Dame de la Paix in Namen en studeerde rechten aan de Facultés universitaires Notre Dame de la Paix in Namen en de Katholieke Universiteit Leuven, waar hij in 1919 het diploma van doctor in de rechten behaalde.
In 1927 volgde hij zijn vader op als burgemeester van Zwevegem. De gemeente was nauw verbonden met het staalbedrijf Bekaert, waar heel wat inwoners van de gemeente hun betrekking hadden. Hij bleef burgemeester tot aan zijn dood in 1961 en werd opgevolgd door zijn zoon Antoine, die buiten de raad tot burgemeester werd benoemd. Binnen de CVP was hij in de periode 1947-1961 lid van de invloedrijke 'agendacommissie' van het Studie- en Documentatiecentrum. Na de Tweede Wereldoorlog was hij een van de voornaamste aandeelhouders die De Nieuwe Standaard oprichtte, in opvolging van de geschorste De Standaard.
Bekaert trouwde in 1918 in Weybridge met Elisabeth Velge, van wie de familie mee participeerde in het kapitaal van de familiale onderneming. Zijn schoonvader Charles Velge was advocaat en vrederechter in Geraardsbergen. Na de dood van zijn vader in 1936 leidde hij de familieonderneming en gaf er een aanzienlijke en internationale ontwikkeling aan. Hij had ook de reputatie een voorloper te zijn op het gebied van sociale voorzieningen en extralegale voordelen voor zijn personeel. Hij werd in de leiding van de familiale onderneming opgevolgd door zijn zoon Antoine Bekaert en zijn schoonzoon Marc Verhaeghe de Naeyer. Hij was een oom van Maurice Velge, Jean-Charles Velge en Léon Velge.
Hij speelde een belangrijke rol in het ondernemingsleven in België. Hij was vele jaren voorzitter van Fabrimetal (1946-1952) en het Verbond der Belgische Nijverheid (VBN, 1952-1961). Hij was ook voorzitter van het Algemeen Christelijk Verbond van Werkgevers (ACVW, 1935-1951) en de Federatie van Katholieke Werkgevers (FeKaWe, 1945-1961), de nationale overkoepeling van het Vlaamse ACVW en het Waalse Association des patrons et ingénieurs catholiques (APIC) De Vlaamse component van de FeKaWe, werd een belangrijke sociale dienstverlener aan het bedrijfsleven. Ten slotte was Bekaert de eerste voorzitter van de Europese werkgeversorganisatie UNICE (1958-1961). Hij werd in deze hoedanigheid opgevolgd door de Fransman Georges Villiers.
Daarnaast was hij gedurende een periode van 8 jaar (1943-1951) erevoorzitter van de kajakclub van Zwevegem (KSKZ). De club zelf werd opgericht door werknemers Bekeart onder de naam Beka-kanoclub. 
Bekaert was tevens lid van de Bankcommissie (1935-1938), regent van de Nationale Bank van België (1938-1961), voorzitter van de Stichting Industrie-Universiteit (1956-1961), lid van de Centrale Raad voor het Bedrijfsleven, lid van de Nationale Raad voor Wetenschapsbeleid en lid van de Algemene Raad van de KU Leuven.